# Jacque Vaughn
Jacque T. Vaughn (Los Ángeles, California; 11 de febrero de 1975) es un exjugador y entrenador profesional de baloncesto estadounidense que disputó doce temporadas en la NBA y actualmente está sin equipo. Con 1,85 metros de estatura, jugaba en la posición de base.

## Trayectoria deportiva

### Universidad
Jugó en la Universidad de Kansas durante 4 temporadas, en las que promedió 9,6 puntos y 6,4 asistencias por partido.

### Profesional

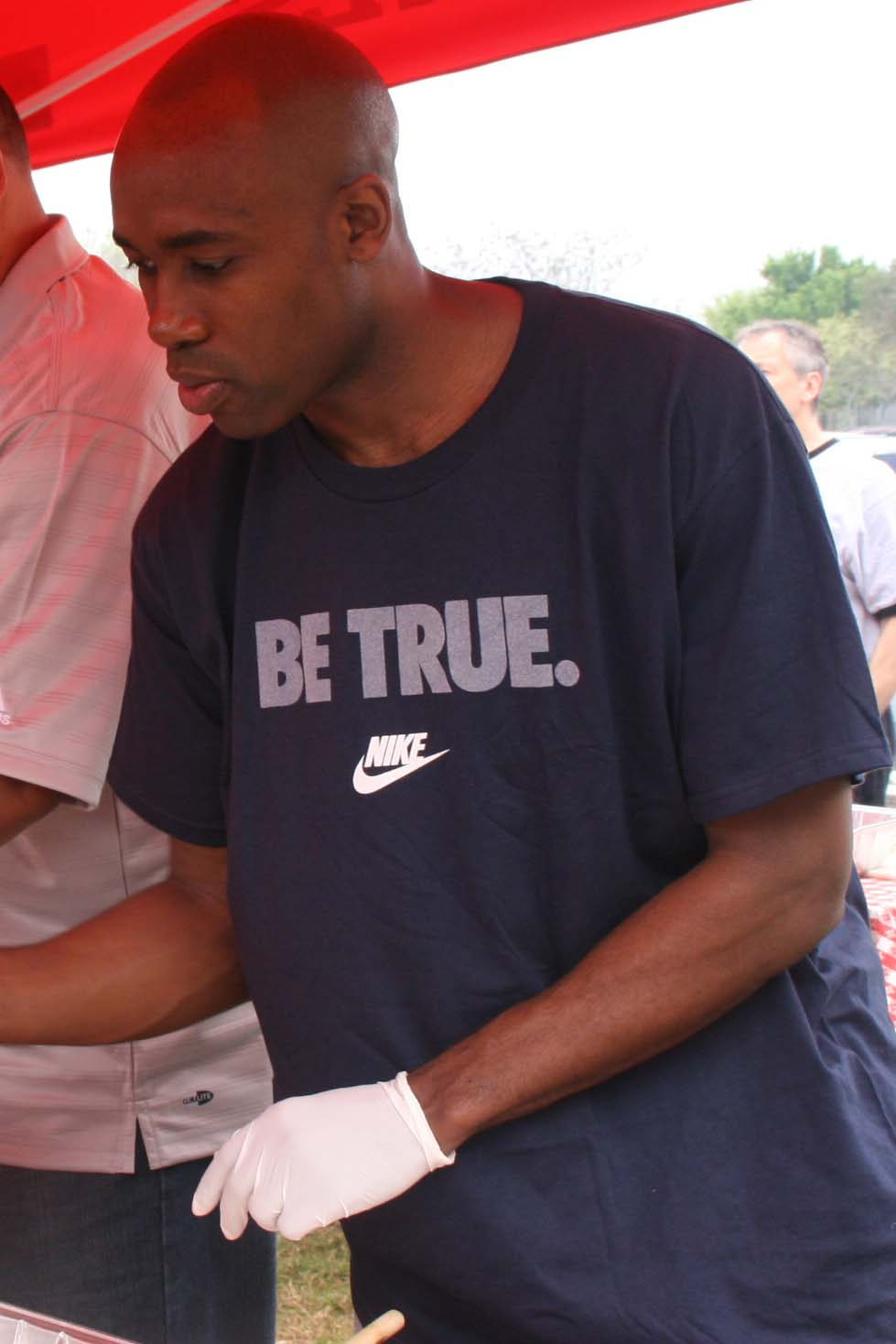
Jacque Vaughn en 2010.

Fue seleccionado en el draft de la NBA de 1997 por Utah Jazz en la 27.ª posición. Vaughn, además, ha jugado también en Orlando Magic, Atlanta Hawks y New Jersey Nets. 
A comienzos de la temporada 2006-07 ficha por San Antonio Spurs, equipo con el cual conseguiría su primer anillo de campeón de la NBA.

### Entrenador
Comenzó como técnico asistente de los San Antonio Spurs en 2010, y lo fue hasta 2012. 
El 28 de julio de 2012, firma como nuevo entrenador principal de los Orlando Magic.
El 5 de febrero de 2015, fue despedido por los Magic. Pero pasó el resto de la temporada 2015–16, en el cuerpo técnico de los Spurs.
De cara a la temporada 2016-17, firmó como asistente de Kenny Atkinson en los Brooklyn Nets, donde fue interino en marzo de 2020, tras la destitución de Atkinson a mitad de temporada. El 3 de septiembre de 2020, los Nets firman a Steve Nash como técnico principal, regresando así a su posición de asistente.
El 9 de noviembre de 2022, los Nets hacen oficial su puesto como entrenador principal, tras la destitución de Nash y de varios encuentros como interino. El 4 de enero de 2023 fue nombrado entrenador del mes de diciembre de la conferencia Este.
Durante la temporada 2023-24, con los Nets en 11.ª posición en el Este y un récord de 21-33, fue despedido del equipo el 19 de febrero de 2024.

## Estadísticas de su carrera en la NBA
|  | Denota temporada en la que fue Campeón de la NBA |

### Temporada regular
| Año     | Equipo      | PJ  | PT  | MPP  | %TC  | %3P   | %TL  | RPP | APP | ROB | TPP | PPP |
| ------- | ----------- | --- | --- | ---- | ---- | ----- | ---- | --- | --- | --- | --- | --- |
| 1997–98 | Utah        | 45  | 0   | 9.3  | .361 | .375  | .706 | .8  | 1.9 | .2  | .0  | 3.1 |
| 1998–99 | Utah        | 19  | 0   | 4.6  | .367 | .250  | .833 | .6  | .6  | .3  | .0  | 2.3 |
| 1999–00 | Utah        | 78  | 0   | 11.3 | .416 | .412  | .750 | .8  | 1.6 | .4  | .0  | 3.7 |
| 2000–01 | Utah        | 82  | 0   | 19.8 | .433 | .385  | .780 | 1.8 | 3.9 | .6  | .0  | 6.1 |
| 2001–02 | Atlanta     | 82  | 16  | 22.6 | .470 | .444  | .825 | 2.0 | 4.3 | .8  | .0  | 6.6 |
| 2002–03 | Orlando     | 80  | 48  | 21.1 | .448 | .235  | .776 | 1.5 | 2.9 | .8  | .0  | 5.9 |
| 2003–04 | Atlanta     | 71  | 6   | 17.9 | .386 | .150  | .779 | 1.6 | 2.7 | .6  | .0  | 3.8 |
| 2004–05 | New Jersey  | 71  | 34  | 19.9 | .449 | .333  | .835 | 1.5 | 1.9 | .6  | .0  | 5.3 |
| 2005–06 | New Jersey  | 80  | 6   | 15.4 | .437 | .167  | .728 | 1.1 | 1.5 | .5  | .0  | 3.4 |
| 2006–07 | San Antonio | 64  | 4   | 11.9 | .425 | .500  | .754 | 1.1 | 2.0 | .4  | .0  | 3.0 |
| 2007–08 | San Antonio | 74  | 9   | 15.4 | .428 | .300  | .763 | 1.0 | 2.1 | .3  | .0  | 4.1 |
| 2008–09 | San Antonio | 30  | 0   | 9.7  | .320 | 1.000 | .889 | .7  | 1.8 | .2  | .0  | 2.2 |
| Total   | Total       | 776 | 123 | 16.3 | .429 | .352  | .779 | 1.3 | 2.5 | .5  | .0  | 4.5 |

### Playoffs
| Año   | Equipo      | PJ | PT | MPP  | %TC  | %3P   | %TL   | RPP | APP | ROB | TPP | PPP |
| ----- | ----------- | -- | -- | ---- | ---- | ----- | ----- | --- | --- | --- | --- | --- |
| 1998  | Utah        | 7  | 0  | 3.4  | .200 | .500  | 1.000 | .4  | .6  | .0  | .0  | 1.0 |
| 1999  | Utah        | 2  | 0  | 3.0  | .500 | 1.000 | .000  | .0  | 1.0 | .0  | .0  | 1.5 |
| 2000  | Utah        | 7  | 0  | 9.6  | .357 | .500  | .875  | 1.7 | 1.6 | .6  | .1  | 4.0 |
| 2001  | Utah        | 5  | 0  | 11.4 | .100 | .500  | .000  | .4  | 1.6 | .0  | .2  | .6  |
| 2003  | Orlando     | 7  | 6  | 18.7 | .364 | .000  | .769  | .9  | 3.6 | .6  | .1  | 4.9 |
| 2006  | New Jersey  | 11 | 0  | 14.5 | .364 | .000  | .571  | 1.0 | 1.1 | .2  | .0  | 2.5 |
| 2007  | San Antonio | 20 | 0  | 10.4 | .400 | .000  | .500  | .5  | 1.4 | .2  | .0  | 2.2 |
| 2008  | San Antonio | 14 | 0  | 6.5  | .273 | .000  | .000  | .6  | .6  | .1  | .0  | .9  |
| 2009  | San Antonio | 2  | 0  | 10.5 | .400 | .000  | .500  | .0  | 2.0 | .5  | .0  | 3.5 |
| Total | Total       | 75 | 6  | 10.2 | .342 | .400  | .690  | .7  | 1.4 | .2  | .0  | 2.2 |

## Estadísticas como entrenador
| Equipo   | Año     | P   | V   | D   | V–D% | Finalizado       | PP | VP | DP | PV–D% | Resultado               |
| -------- | ------- | --- | --- | --- | ---- | ---------------- | -- | -- | -- | ----- | ----------------------- |
| Orlando  | 2012-13 | 82  | 20  | 62  | .244 | 5.º en Southeast | —  | —  | —  | —     | No playoffs             |
| Orlando  | 2013-14 | 82  | 23  | 59  | .280 | 5.º en Southeast | —  | —  | —  | —     | No playoffs             |
| Orlando  | 2014-15 | 52  | 15  | 37  | .288 | (despedido)      | —  | —  | —  | —     | —                       |
| Brooklyn | 2019-20 | 10  | 7   | 3   | .700 | 4.º en Atlantic  | 4  | 0  | 4  | .000  | Pierde en Primera ronda |
| Brooklyn | 2022-23 | 75  | 43  | 32  | .573 | 4.º en Atlantic  | 4  | 0  | 4  | .000  | Pierde en Primera ronda |
| Brooklyn | 2023-24 | 54  | 21  | 33  | .389 | (despedido)      | —  | —  | —  | —     | —                       |
| Total    | Total   | 355 | 129 | 226 | .363 |                  | 8  | 0  | 8  | .000  |                         |